# François Lamoureux
Pour les articles homonymes, voir Lamoureux.
François Lamoureux (17 décembre 1946 à Roumazières-Loubert, Charente - 26 août 2006 à Andernos-les-Bains, Gironde) est un haut fonctionnaire français de l'Union européenne.

## Biographie

### De 1984 à 1994
À la fin de l'année 1984, il entre au cabinet de Jacques Delors, qui vient d'être nommé président de la Commission européenne. Il participe à ce titre à la rédaction de l'Acte unique européen.
En 1991, il est nommé directeur adjoint du cabinet d'Édith Cresson, alors Premier ministre française. Il devient son chef de cabinet en janvier 1995, lorsqu'elle est nommée commissaire européenne à la Recherche et à l'Éducation.

### De 1995 à 2006
En 1995, François Lamoureux quitte le cabinet d'Édith Cresson et rejoint les services administratifs de la Commission européenne comme directeur général adjoint aux Relations extérieures. Il est ensuite promu Directeur général de la Direction générale Énergie et Transports en 1999.
Il devient membre du conseil d'administration du groupe de réflexion Notre Europe fondé par Jacques Delors en 1996. Il est un partisan d'une vision fédéraliste de l'Europe.
En 2000, avec Romano Prodi, Vladimir Poutine, le vice-Premier ministre russe Viktor Khristenko et la vice-présidente de la Commission européenne, Loyola de Palacio, il soutient le lancement du Dialogue énergétique entre l'Union européenne et la fédération de Russie.
À la suite du naufrage des pétroliers Erika en 1999 et Prestige en 2002, il soutient l'initiative de la commissaire européenne aux transports, Mme Loyola de Palacio, dans le bras de fer qu'elle avait engagé avec le Fipol, le Fonds International d'indemnisation des victimes des marées noires, afin que celui-ci relève de manière significative son niveau d'indemnisation qui était alors d'environ 180 millions d'euros. Face à la détermination de Mme De Palacio et de Mr Lamoureux le Fipol cède et met en place un fonds complémentaire doté d'environ 900 millions d'euros entré en vigueur en 2005.
En 2002, il rédige avec un petit groupe de fonctionnaires le « projet Pénélope » pour une Constitution européenne, à la demande du président de la Commission européenne Romano Prodi, qui servira à nourrir les travaux préparatoires à la Constitution européenne. En avril 2004, alors que les discussions relatives au projet de Constitution européenne s'enlisent, il propose d'organiser une "arrière-garde" pour les États qui ne peuvent ou ne veulent pas réaliser certaines politiques prévues par la Constitution, sur le modèle de la méthode qui a permis de créer l'espace Schengen.
Il quitte la Commission européenne en 2005 et meurt en août 2006.

## Archives
Ses archives sont aujourd’hui déposées selon la volonté de sa veuve, Christine Lamoureux, auprès des Archives historiques de l'Union européenne de Florence gérées par Institut universitaire européen.

## Distinction
- Chevalier de la Légion d'honneur.[réf. nécessaire]